# Čelevec
Čelevec je naselje v Občini Šmarješke Toplice.